# Naka-ku (Hiroshima)
Naka (中区 Naka-ku?) es un barrio de la ciudad de Hiroshima, en la prefectura de Hiroshima, Japón. En junio de 2019 tenía una población estimada de 141 281 habitantes y una densidad de población de 9222 personas por km². Su área total es de 15,32 km².

## Demografía
Según los datos del censo japonés, esta es la población de Naka en los últimos años.
| Año del censo | Población |
| ------------- | --------- |
| 1995          | 128 360   |
| 2000          | 124 719   |
| 2005          | 127 763   |
| 2010          | 130 482   |
| 2015          | 136 640   |